# Pljuni i zapjevaj moja Jugoslavijo
Pljuni i zapjevaj moja Jugoslavijo (trad. Sputa e canta, mia Jugoslavia) è l'ottavo album in studio del gruppo rock jugoslavo Bijelo Dugme, pubblicato nel 1986.

## Tracce
Testi e musiche di Goran Bregović, eccetto dove indicato.
1. Padaj silo i nepravdo (tradizionale) – 0:35
2. Pljuni i zapjevaj moja Jugoslavijo – 4:31
3. Zamisli – 4:12
4. Noćas je k'o lubenica pun mjesec iznad Bosne – 6:07
5. Te noći kad umrem, kad odem, kad me ne bude – 4:37
6. A i ti me iznevjeri – 4:03
7. Zar ne vidiš da pravim budalu od sebe – 3:36
8. Hajdemo u planine – 4:36 (testo: A. Kenović, G. Bregović, I. Arnautalić)
9. Pjesma za malu pticu – 3:50
10. Ružica si bila, sada više nisi – 3:47

## Formazione
- Goran Bregović - chitarra
- Alen Islamović - voce
- Zoran Redžić - basso
- Ipe Ivandić - batteria
- Vlado Pravdić - tastiere
- Laza Ristovski - tastiere